# Мельник, Александр Гаврилович
Александр Гаврилович Мельник (род. 1952) — российский историк, заведующий архитектурным отделом ГМЗ «Ростовский кремль». Занимается историей церковной культуры и ростовской архитектуры.

## Биография
Учился в школе № 1 им. В. И. Ленина, с 1979 по 1983 год работал в Соловецком музее-заповеднике. После возвращения в Ростов работает в музее-заповеднике «Ростовский кремль». В результате его исследований Ростовский кремль был включен в Государственный свод особо ценных объектов культурного наследия народов Российской Федерации.
В ходе проведённого Мельником исследования зданий города было вновь выявлено 229 памятников архитектуры. Автор первой в России научной реставрации сада XVII века (Митрополичий сад в Ростовском кремле). Кандидатская диссертация «История почитания ростовских святых в XII—XVII веках» защищена по специальности 07.00.02 «Отечественная история» в 2004 г. Докторская диссертация «Культы русских святых в конце XIV—XVI веке: социальные аспекты и практики почитания» защищена по специальности 5.6.1 — «Отечественная история» в 2023 г.

## Публикации
- Ансамбль ростовского Петровского монастыря // Памятники культуры. Новые открытия: Ежегодник. 1989. — М.: Наука, 1990. — С. 400—404. — ISBN 5-02-012644-6.
- Новые данные об Успенском соборе Ростова Великого // Реставрация и архитектурная археология: Новые материалы и исследования. — М., 1991. — С. 125—135.
- К вопросу о символике наружных форм храма XVII в. // Сообщения Ростовского музея. — Ростов, 1991. — Вып. 1. — С. 145—151.
- Byzantine Traditions in the Interior Decoration of the Churches of Rostov the Great, Created upon the Order of Metropolitan Iona (1652-1690) // Acts: XVIIIth International Congress of Byzantine Studies: Selected papers. — Moscow: Byzantine Studies Press, Inc., 1991. — Т. III: Art History, Architecture, Music.. — С. 447—453.
- Собор муромского Спасского монастыря // Сообщения Ростовского музея. — Ростов, 1994. — Вып. 6. — С. 164—185.
- Памятники XVII в. Белогостицкого монастыря // Памятники культуры. Новые открытия: Ежегодник. 1993. — М.: Наука, 1994. — С. 386—391. — ISBN 5-02-011582-7.
- Оссуарий ростовского Успенского собора. — Сообщения Ростовского музея. — Ростов, 1994. — С. 185—189.
- Исследования памятников архитектуры Ростова Великого. — Ростов, 1992. — 135 с.
- Сады Ростовского кремля // Памятники культуры. Новые открытия: Ежегодник. 1990. — М.: Кругъ, 1992. — С. 459—464. — ISBN 5-7396-0007-3.
- К истории иконостаса Успенского собора Ростова Великого // Памятники культуры. Новые открытия: Ежегодник. 1992. — М.: Наука, 1993. — С. 338—343. — ISBN 5-02-012788-4.
- Интерьер московского Успенского собора как одна из важнейших парадигм в русском храмовом зодчестве XVI в. // История и культура Ростовской земли. 1994. — Ростов; Ярославль, 1995. — С. 124—133. — ISBN 5-85975-035-8.
- К семантике монастырского сада // Памятники культуры. Новые открытия: Ежегодник. 1994. — М.: Наука, 1996. — С. 517—518. — ISBN 5-02-011177-5.
- Митрополичий сад Ростовского кремля // История и культура Ростовской земли. 1997. — Ростов, 1998. — С. 149—163.
- Об истоках основных форм собора XVI в. ярославского Спасского монастыря // Новодевичий монастырь в русской культуре: Материалы научной конференции 1995 г.: Труды ГИМ. Вып. 99. — М., 1998. — С. 180—187. — ISBN 5-89076-018-1.
- Неизвестный шедевр круга Дионисия // Кириллов: Краеведческий альманах. — Вологда: Легия, 1998. — С. 186—192. — ISBN 5-89791-008-1.
- Практика посвящений храмов во имя патрональных великокняжеских и царских святых в XVI веке // Царь и царство в русском общественном сознании. — М.: Изд-во Института российской истории РАН, 1999. — С. 38—48. — ISBN 5-8055-0009-4.
- Новые данные о мастерах-строителях конца XVII века из вотчины ростовского митрополита Ионы // История и культура Ростовской земли. 1999. — Ростов, 2000. — С. 207—212.
- Тихвинский Успенский собор // Старообрядчество: история, культура, современность. — М., 2000. — С. 340—351.
- О вологодском Софийском соборе // Материалы научных чтений памяти Петра Андреевича Колесникова: Межвузовский сборник научных трудов. — Вологда, 2000. — С. 216—224.
- Успенский собор Троице-Сергиева монастыря // Макарьевские чтения. Монастыри России. — Можайск: Можайск-Терра, 2000. — С. 94—111. — ISBN 5-7542-0072-2.
- Ансамбль Соловецкого монастыря в XV - XVII веках: История, архитектура, оформление храмовых интерьеров. — Ярославль, 2000. — 200 с.
- Икона Леонтия Ростовского из Воскресенского Горицкого монастыря // Кириллов: Краеведческий альманах. — Вологда: Легия, 2001. — С. 212—218. — ISBN 5-89791-022-7.
- Гробница святого в пространстве русского храма XVI - начала XVII века // Восточнохристианские реликвии / Ред.-сост. А.М. Лидов. — М.: Прогресс-Традиция, 2003. — С. 533—552. — ISBN 5-89826-190-7.
- Местные ряды иконостасов в храмах Соловецкого монастыря XVI века // Сохраненные святыни Соловецкого монастыря: Материалы и исслед. / Федеральное гос. учреждение Гос. ист.-культур. музей-заповедник "Моск. Кремль" / Отв. ред. Л.А. Щенникова. — М., 2003. — С. 54—59. — ISBN 5-88678-094-7.
- О датировке Архангельского собора в Рязани // Третьи Яхонтовские чтения. — Рязань, 2005. — С. 246—253. — ISBN 5-902096-14-6.
- Ростовский митрополит Иона (1652-1690) как творец сакральных пространств // Иеротопия. Создание сакральных пространств в Византии и Древней Руси / Ред.-сост. А.М. Лидов. — М., 2006. — С. 740—753. — ISBN 5-85759-376-X.
- Московский великокняжеский дьяк Данило Мамырев // Древняя Русь. Вопросы медиевистики. — 2006. — № № 2(24). — С. 61—69.
- Итальянский архитектор Степан Фрязин и строительство собора Волосова монастыря // ΕΙΚΩΝ ΚΑΙ ΤΕΧΝΗ. Церковное искусство и реставрация памятников истории и культуры. Памяти А.Г. Жолондзя / Сост., ред. К. И. Маслов. — М.: Новый ключ, 2007. — С. 155—158. — ISBN 5-7082-0268-8.
- Социальные функции ростовских святых в XII - XVII веках // Исторические записки. — М.: Наука, 2008. — С. 75—93. — ISBN 978-5-02-036736-4.
- Уничтоженные храмы Ростова Великого. — М., 2008. — 288 с. — ISBN 978-5-85759-470-4.
- Об отражении жития Леонтия Ростовского в иконе этого святого из собрания Ярославского художественного музея // Книжная культура Ярославского края: Материалы научной конференции (8-9 октября 2008 г.). — Ярославль, 2009. — С. 99—105. — ISBN 978-5-91637-004-1.
- Иконостасы конца XVII—XIX веков в храмах Ростова Великого // Вестник Российского гуманитарного научного фонда. — 2009. — Вып. 3 (56). — С. 131—143.
- Монастырские приходо-расходные книги XVI века как источник по истории почитания русских святых // Проблемы источниковедения. — М.: Наука, 2010. — С. 224—230. — ISBN 978-5-02-036999-3.
- Иконография юродивого Исидора Ростовского // Книжная культура Ярославского края: Материалы научной конференции (13-14 октября 2009 г.). — Ярославль, 2010. — С. 5—11. — ISBN 978-5-91637-012-6.
- Интерьер Преображенского собора суздальского Спасо-Евфимиева монастыря // Сообщения Ростовского музея. — Ростов, 2010. — С. 84—95.
- Драматургия огня в пространстве русских храмов в XVI - XVII вв. // Пространственные иконы. Перформативное в Византии и Древней Руси / Ред.-сост. А.М. Лидов. — М.: Индрик, 2011. — С. 443—473. — ISBN 978-5-91674-151-3.
- Иван Грозный и святой Никита Переславский // Родина. — 2011. — № 12. — С. 67—69.
- Пядничные иконы XVI - начала XVII в. русских святых // Древняя Русь. Вопросы медиевистики. — 2011. — № 2(46). — С. 77—88.
- Храмовые иконостасы конца XVII—XIX века Ростова Великого: Каталог. — СПб.: Пушкинский Дом, 2011. — 288 с. — ISBN 978-5-91476-039-4.
- Ростовский кремль. — М.: Северный паломник, 2011. — 120 с. — ISBN 978-5-94431-251-8.
- Росписи XVIII - начала XX веков приходских церквей Ростова Великого // ΕΙΚΩΝ ΚΑΙ ΤΕΧΝΗ. Церковное искусство и реставрация памятников истории и культуры. Памяти А.Г. Жолондзя / Сост., ред. К. И. Маслов. — М.: Новый ключ, 2011. — Т. 2. — С. 172—195. — ISBN 978-5-7082-0348-9.
- Практика почитания преподобного Иосифа Волоцкого в XVI в. // Вестник истории, литературы, искусства. — М., 2012. — Т. 8. — С. 125—135. — ISBN 978-5-9606-0117-7.
- Ярославский педагогический вестник. — Ярославль, 2012. — Т. I (Гуманитарные науки), № 1. — С. 331—334.
- Юродивые в русской культуре. Сборник научных статей. — М.: Государственный исторический музей, 2013. — С. 140—149. — ISBN 978-5-89076-235-1.
- Огонь в практиках почитания русских святых в XI-XVII веках // Иеротопия Огня и Света в культуре византийского мира / Ред.-сост. А. М. Лидов. — М.: Феория, 2013. — С. 380—393. — ISBN 978-5-91796-039-5.
- Московский великий князь Василий III и культы русских святых // Ярославский педагогический вестник. — Ярославль, 2013. — Т. I (Гуманитарные науки), № 4. — С. 7—12.
- Становление культа юродивого Максима Московского // Ярославский педагогический вестник. — Ярославль, 2014. — Т. I (Гуманитарные науки), № 2. — С. 13—17.
- Социальные функции св. Сергия Радонежского в XV–XVI вв. // Преподобный Сергий, "родом ростовец...". Материалы конференции / Сост. А. Г. Мельник, С. В. Сазонов. — Ростов, 2014. — С. 66—77.
- "Велико утешение душам нашим приемлем и от сего зело пользуемся..." К вопросу о начале почитания св. Сергия // Родина. — 2014. — № 5. — С. 72—74.
- Практики почитания св. Сергия Радонежского в Троице-Сергиевом монастыре в XV–XVI вв. // Сообщения Ростовского музея. — Ростов, 2014. — Вып. 20. — С. 5—18. — ISBN 978-5-88697-245-0.
- Собор Рождества Христова в Каргополе // Сообщения Ростовского музея. — Ростов, 2014. — Вып. 20. — С. 146—162. — ISBN 978-5-88697-245-0.
- Житие юродивого Иоанна Власатого и религиозность жителей Ростова XVII века // Книжная культура Ярославского края — 2020: сборник статей и материалов. — Ярославль, 2021. — С. 5—20.

## Награды и премии
- премия имени Дмитрия Сергеевича Лихачёва за 2010 год[2][3].
- Национальная премия «Культурное наследие», 2013 г.[4][5].
- Заслуженный работник культуры Российской Федерации, 2015 г.[6]